# Murry Wilson
Murry Gage Wilson (Hutchinson, Kansas, 2 de julio de 1917-Whittier, California, 4 de junio de 1973) fue un músico y productor estadounidense, conocido por haber sido el padre de Brian Wilson, Dennis Wilson y Carl Wilson, y tío de Mike Love, como también por su papel en la gestión de la agrupación musical The Beach Boys, aunque sus métodos serían cuestionados con posteridad. Estaba casado con Audree Wilson.
Peter Bagge realizó una miniserie animada de cuatro episodios llamada The Murry Wilson Show.

## Biografía

### Juventud
Murry Gage Wilson nació el 2 de julio de 1917 en Hutchinson, Kansas, proveniente de un clan luterano de granjeros con ancestros ingleses, irlandeses y escoceses. En un principio, su familia era tan pobre que tuvieron que acampar en la playa cuando llegaron a California. Audree (su futura cónyuge) había nacido el 28 de septiembre del mismo año pero en Mineápolis, en el estado norteño de Minnesota. Descendía de un emigrante holandés, Aart Arie Korthof, que había llegado a los Estados Unidos en 1885, cuando tenía 19 años, con muy bajos recursos pero con la esperanza de progresar. Ambas familias, los Wilson y los Korthof, se habían desplazado a Los Ángeles en pos de prosperar en una tierra aún naciente, la cual requería de mano de obra. Los padres de Murry, con cuatro hijos y otras hijas, buscaban desesperadamente un nuevo hogar. Lo intentaron en Montana y Texas antes de establecerse en California, primero cerca de San Diego, y luego en 1922 en Los Ángeles. A esa ciudad llegarían en 1922 los padres de Audree. Ambos se habían conocido en el Instituto de Secundaria George Washington: Audree cantaba en el coro, y Murry, también amante de la música, apreció esto instantáneamente. El 26 de marzo de 1938 la pareja contrajo matrimonio. Se establecieron en un modesto apartamento alquilado en el sur de Los Ángeles, donde vivieron hasta el otoño de 1943, cuando Audree estaba embarazada de su segundo hijo. Entonces emplearon sus ahorros en pagar la entrada de otra vivienda, una construcción de planta baja de cinco habitaciones, dos dormitorios, salón cocina y cuarto de baño, situada en la calle 119 Oeste al 3701 en Hawthorne, South Bay. Allí nacerían Dennis y Carl.
El padre de Murry era Willian "Bud" Coral Wilson (1890-1981), un hombre golpeador y bebedor compulsivo que maltrataba físicamente a su mujer, Edith Sophia Sthole (1898-1966), y a los ocho hijos del matrimonio. Se habían casado en 1914 y los invitados a la ceremonia pudieron comprobar el innato talento de los Wilson para la música cuando, durante el baile, los hermanos de Willian tocaron con mandolina y guitarra himnos religiosos y canciones rurales. En el verano de 1921 Edith y los hijos embarcaron en el tren de Santa Fe. Murry tenía cuatro años cuando pisó por primera vez California. A pesar del agotamiento de una travesía de varios días, Murry sintió como diria más tarde que el Pacífico "tenía vida propia". La familia formaba parte de la tercera gran ola del éxodo de los estadounidenses hacia el "Estado Dorado". Se establecieron en Cardiff, un lejano pueblo al borde del mar, cerca de la pujante Encinitas, en la comarca fronteriza con México. Vivian prácticamente en la indigencia: Bud trabajaba en algún momento en pequeñas obras o en los pozos de petróleo y su mujer encontró empleo en una factoría textil mientras llevaba la casa y confeccionaba toda la ropa de los hijos. En 1929, tras ocho años de penalidades, vivían en una casa humilde en la calle 95 Oeste de Los Ángeles, una zona aislada y sin pavimentar, lindante con el gueto negro de Watts, conocido como "Ciudad de Barro". Un año más tarde se mudaron a una antigua granja de la calle Figueroa. Atormentado por la derrota –California no había sido el paraíso para Bud-, desaparecía diciendo que iba a trabajar, pero pasaba horas en tabernas del barrio industrial de Vernom bebiendo. Cuando regresaba a casa repartía bofetadas y golpes indiscriminados, palizas cruentas con un bate de béisbol. Bud comía frente a sus hijos con una botella de whisky al lado, y en una ocasión en la que Murry salió en defensa de su madre, Bud esperó a la noche cuando Murry dormía para golpearlo repetidamente con una tubería. La amargura fue tal que dos de sus hijos, Murry y Emily, rompieron violentamente con el padre tras la muerte de Edith y no volvieron a dirigirle la palabra ni una sola vez. Las noches en la familia eran otra cosa. La música siempre templó el animó de los Wilson. El matrimonio se sentaba al piano de segunda mano del salón y todos cantaban bajo la dirección de Edith, una apasionada de la música coral. Dos de las hijas, Mary y Emily Glee, quien más tarde sería madre de Mike Love, también eran solista en los musicales del instituto. La madre de Audree era Betty Korthof, quien le había hecho escuchar a Brian Rhapsody in Blue, de George Gershwin.
En 1936, después de terminar la secundaria, Murry aceptó un empleo como vigilante para la Southern California Gas Company, una empresa distribuidora de gas. Cinco años más tarde, coincidiendo con la entrada de los Estados Unidos en la Segunda Guerra Mundial, había escalado posiciones hasta labores ejecutivas de baja responsabilidad. En el verano de 1942, cuando Brian era un bebé de pocos meses, Murry buscó un nuevo empleo e ingresó como ayudante de supervisor en la factoría de neumáticos Goodyear, una de las mayores empresas de Los Ángeles. Dos años después, la familia había ahorrado lo suficiente para pagar 2300 dólares de entrada de la casa de Hawthorne. El matrimonio quiso instalarse cerca de la costa, en Redondo, Torrance, Hermosa o El Segundo, pero esos lugares no estaban a su alcance.
En 1945, mientras Murry demostraba a un aprendiz cómo endurecer los cauchos sumergiéndolos en ácido, una pértiga salió disparada del depósito en donde trabajaban. La vara impregnada en líquido cáustico impacto en la cara de Murry, le destrozó las gafas y se clavó profundamente en su ojo derecho. En estado de shock fue trasladado al hospital, donde los médicos no pudieron hacer más que darle un fuerte sedante para calmar el dolor y practicar una enucleación del ojo. A los 25 años se convirtió en un discapacitado. Tuvo que llevar durante varios meses un parche en el ojo y luego le implantaron un ojo de cristal. Aunque Goodyear lo readmitió, Murry se sentía objeto de lástima y en posición de desventaja. Aceptó un contrato de capataz en AiResearch, la filial de Garret. Cansado de trabajar para otros, consiguió un crédito de 25.000 dólares con la hipoteca de la casa familiar como garantía y fundó la empresa Always Better Lasting Equipment e instaló sus oficinas en el número 4969 del East Firestone Boulevard en el distrito de Southgate. Allí vendía maquinaria industrial, taladros y pernos, importados del Reino Unido. La compañía obtenía unos ingresos de 15.000 dólares al año, una cifra muy por encima de lo que obtenía una familia promedio de Hawthorne. Sin embargo, Murry deseaba vivir de sus canciones. El cantante Jimmy Haskell grabó sus composiciones "Hide My Tears" y "Fiesta Day Polka", y el grupo vocal The Bachelors lanzó un disco que incluía la canción "Two-Step Side-Step", que compuso cuando estaba cursando el bachillerato, en 1952. Murry siempre alardeó sobre el "genio" musical que atesoraba, mientras que su entorno le juzgaba de manera realista como una aficionado sin talento. A pesar de su habilidad musical y su deseo de educar musicalmente a Brian, Murry era un padre violento, hacía críticas desalentadoras a sus hijos y abusaba psicológica y físicamente de ellos. A pesar de que Brian deseaba aprender a tocar el piano desde niño, siempre estaba demasiado asustado para preguntar, e incluso demasiado asustado como para pulsar las teclas. Pero, en un momento dado, Brian sorprendió a su padre y le mostró que había aprendido a tocar solo el piano: "tocar el piano ... literalmente me salvó el trasero", dijo en una ocasión.
A lo largo del tiempo han surgido muchas historias y relatos sobre los maltratos de Murry a sus hijos. Es un hecho que la sordera en un oído de Brian Wilson es producto de un golpe que su padre le dio con una tabla de madera.

### Padre de The Beach Boys
Murry Wilson gestionó las más primarias grabaciones del conjunto de sus hijos (en un principio llamados The Pendletones). El padre de los Wilson conocía a Hite Morgan, propietario de una pequeña discográfica con estudio de grabación, Candix Records.
Fue Murry Wilson el organizador del primer concierto pago en el Ritchie Valens Memorial Dance, el 1 de enero de 1962. Se les pagó 300 dólares. Poco después, el 8 de marzo de 1962, Brian, Carl, Alan y Audree Wilson (la madre de los tres hermanos Wilson), con Val Poliuto, agregaron voces a las cintas ya grabadas de «Barbie» y «What is a Young Girl Made Of?». En esta misma época Murry creó la compañía editorial Sea of Tunes, para proteger las futuras composiciones de Brian.

### Contrato y periodo en Capitol
Cuando terminó su corto contrato con Candix, Murry (ya mánager del grupo) decidió llevar las cintas con las canciones grabadas por el grupo a que las escucharan en Capitol Records. Allí, un productor de la compañía llamado Nick Venet decidió contratar al grupo, pero con el nuevo nombre de The Beach Boys, ya que así eran conocidos. De esta forma, se convirtieron en uno de los primeros grupos musicales con integrantes fijos, pues antes, en los años 50, la mayoría de los grupos estaban integrados por solistas con músicos de sesión, los cuales casi nunca eran fijos.
El 19 de abril de 1962, en una sesión de demostración en el estudio United Western, The Beach Boys grabaron una cinta con cuatro canciones, para hacer posible un futuro contrato con Capitol. La sesión la produjo el ingeniero Charles Dean "Chuck" Britz. La banda publicó, para probar, el sencillo "Barbie"/"What is a Young Girl Made Of?" bajo el nombre de Kenny & The Cadets. Con todas estas grabaciones amateurs, el 16 de mayo siguiente Murry Wilson llevó una cinta de demostración a Nick Venet, el cazatalentos de Capitol. En contra del consejo de sus superiores, Venet compró las cintas maestras de "Surfin' Safari", "Lonely Sea" y "409", por un valor de 300 dólares cada una de ellas. Finalmente, The Beach Boys firmaron con Capitol el 16 de julio de 1962. Murry Wilson tomó el control directivo de la banda, sin habérselo consultado a Brian Wilson, e insistió en la importancia que era tener un éxito, por lo que, el 13 de junio de ese año, el grupo grabó cuatro canciones en los Western Studios de Los Ángeles, incluyendo "Surfer Girl", "409" y "Surfin' Safari". Murry Wilson exigió al grupo que grabase algunas de sus propias canciones, argumentando: "Mis canciones son mejores que las suyas".
Las sesiones de grabación para "Help Me, Ronda" fueron interrumpidas por Murry, quién abiertamente criticó el entusiasmo de los muchachos. Sus críticas condujeron a Brian Wilson al límite; fue allí en donde Brian gritó un expletivo, se quitó sus auriculares y enfrentó a su padre. Un poco después de la defensa de sus acciones, Murry Wilson abandonó el estudio y los otros Beach Boys continuaron con la sesión. Para todo esto el grabador de cinta seguía grabando, y registró la confrontación de Brian con su padre. La grabación entera circula entre admiradores.

### "I Get Around"
A principios de 1964, el quinteto hizo sus primeros conciertos en el extranjero, concretamente en Australia y Nueva Zelanda, del 13 de enero al 1 de febrero. Al terminar la gira, todos se pusieron de acuerdo en que había que despedir a Murry Wilson. Y esto ocurrió en las sesiones del 2 de abril de 1964, para grabar "I Get Around". Murry Wilson fue despedido como mánager por su hijo, Brian Wilson, ya que lo consideraba muy autoritario.

### Últimos años
En noviembre de 1969, Murry Wilson vendió los derechos de autor de las canciones de la editorial Sea of Tunes a Irving Almo por aproximadamente 700.000 dólares.
Murry falleció el 4 de junio de 1973 en su residencia de Whittier, California, a los 55 años de edad, tras sufrir un ataque cardíaco.
En una entrevista de 2004 de la publicación británica The Independent, Brian Wilson dijo sobre su padre:

Él fue quién nos puso en marcha. Él no nos hizo mejores artistas o músicos, pero nos dio ambición. Estoy complacido de que nos haya empujado, porque era un gran alivio saber que había alguien tan fuerte como mi padre para mantener las cosas en marcha. Solía azotarme, y me dolió demasiado, pero yo lo quería porque era un gran músico.

La vida de Murry Wilson (o parte de ella) fue interpretada en dos películas para televisión: en Summer Dreams: The Story of the Beach Boys, de 1990, donde fue interpretado por Arlen Dean Snyder; y en The Beach Boys: An American Family, de 2000, donde fue encarnado por Kevin Dunn.

## Discografía
- The Many Moods of Murry Wilson (1967)